# Din nou pe pământ
Din nou pe pământ (engleză: Down to Earth) (2001) este un film de comedie regizat de frații Chris și Paul Weitz și scris de Chris Rock și Louis C.K. Este a treia ecranizare bazată pe piesa de teatru Heaven Can Wait de Harry Segall, după peliculele Here Comes Mr. Jordan (1941) și Heaven Can Wait (1978). În rolul principal joacă Chris Rock ca Lance Barton, un comediant de culoare care este ucis înainte ca timpul său pe Pământ să se fi terminat. I se oferă o a doua șansă, dar corpul pe care-l primește este cel al unui bătrân bogătaș și alb.

## Distribuție
- Chris Rock ca Lance Barton
- Regina King ca Sontee Jenkins
- Mark Addy ca Cisco
- Eugene Levy ca Keyes
- Frankie Faison ca Whitney Daniels
- Greg Germann ca Sklar
- Jennifer Coolidge ca Mrs. Wellington
- Chazz Palminteri ca King
- Wanda Sykes ca Wanda
- John Cho ca Phil Quon
- Mario Joyner ca Apollo M.C.